# 五氟苯酯

五氟苯酯的结构，R为任意基团

五氟苯酯或称为五氟苯酚酯（英語：pentafluorophenyl esters）是指羧酸与五氟苯酚（PFP）所形成的酯，结构通式为RC(O)OC6F5，是一种活性酯。